# Jacob Holm
Jacob Tandrup Holm, né le 5 septembre 1995 à Esbjerg au Danemark, est un handballeur international danois évoluant au poste d'arrière gauche au Paris Saint-Germain Handball depuis 2023.

## Biographie
Jacob Holm débute le handball à 7 ans dans sa ville natale à Esbjerg.

## Résultats

### En équipe nationale
Jeux olympiques
- Médaille d'argent aux Jeux olympiques de 2020 à Tokyo,  Japon

Championnats du monde
- Médaille d'or au Championnat du monde 2021,  Égypte
- Médaille d'or au championnat du monde 2023,  Suède et  Pologne

Championnats d'Europe
- 13e place Championnat d'Europe 2020,  Suède
- Médaille de bronze Championnat d'Europe 2022,  Hongrie et  Slovaquie

### En club
Compétitions internationales
- Ligue européenne (C3)
  - Vainqueur en 2023
  - Finaliste en 2021

Compétitions nationales
- 3e du Championnat d'Allemagne en 2019, 2022 et 2023
- Vainqueur du Championnat de France : 2024 et 2025
- Vainqueur du Trophée des Champions : 2023